# Wapen van Doorn
Het wapen van Doorn werd op 25 mei 1883 door de Hoge Raad van Adel aan de Utrechtse gemeente Doorn toegekend. In 2006 ging Doorn op in de gemeente Utrechtse Heuvelrug. Het wapen van Doorn is daardoor komen te vervallen als gemeentewapen. In het wapen van Utrechtse Heuvelrug is het rad opgenomen als verwijzing naar de wapens van Doorn en Maarn.

## Blazoenering
De blazoenering van het wapen luidde als volgt:
Een gevierendeeld schild; kwartier een en vier van keel met drie zesspakige gouden raderen, geplaatst twee en een; kwartier twee en drie gefaasd van zilver en keel van acht stukken.
De heraldische kleuren zijn keel (rood), goud (goud of geel) en zilver (wit). Niet vermeld is het randschrift Gemeentebestuur van Doorn'.

## Verklaring
Het wapen van Doorn is afkomstig van het kapittel van St. Maarten in Utrecht. De heerlijkheid Doorn was vroeger hun eigendom.

## Verwante wapens

Wapen van Utrechtse Heuvelrug